# Galaktao
Galaktao - debiutancki album duetu hip-hopowego Paresłów. Wydawnictwo ukazało się 24 marca 2001 roku nakładem wytwórni muzycznej Baza Lebel w dystrybucji Pomaton EMI. Płytę poprzedził singel do utworu tytułowego.

## Lista utworów
Opracowano na podstawie materiału źródłowego.
1. "Intro" (prod. Wielki Brat, scratche: DJ Deszczu Strugi) - 01:11
2. "Wyścig" (prod. Wielki Brat) - 04:32
3. "W miejskim tłoku ginąc" (gościnnie: Dizkret, Pezet, Wujrock, prod. Wielki Brat, scratche: DJ Romek) - 05:38
4. "Rano" (perkusja, gitara, prod. Wielki Brat) - 00:42
5. "Mikrofon dla paresłów" (prod. Wielki Brat) - 04:59
6. "A mi to na tym" (instrumenty klawiszowe, prod. Wielki Brat) - 05:29
7. "Delektuj się" (gościnnie: CNE, WSZ, prod. Wielki Brat) - 04:41
8. "Hip Hop na wagę" (gościnnie: G. Frontczak) - 00:50
9. "Nie rozumiem" (gitara, instrumenty klawiszowe, gitara basowa, prod. Wielki Brat, scratche: DJ Romek) - 04:11
10. "Ekspresja" (prod. Wielki Brat, scratche: JMI) - 04:13
11. "Galaktao" (prod. Wielki Brat, scratche: DJ Romek) - 03:50
12. "W samo południe" (prod. Wielki Brat) - 00:21
13. "Ja?" (instrumenty klawiszowe, gitara, prod. Wielki Brat) - 04:27
14. "Kiepski kawałek" (gitara, prod., instrumenty klawiszowe: Wielki Brat) - 05:19
15. "Nie tym tonem (mówiłeś do mnie)" (trąbka: Korzeń, śpiew: Single Asa, prod. Wielki Brat) - 04:08
16. "Wieczorem" (prod. Wielki Brat, scratche: DJ Romek) - 00:54
17. "Fenomen ps" (gitara, instrumenty klawiszowe, prod. Wielki, scratche: JMI) - 04:10
18. "Na marsie skit" (prod. Wielki Brat) - 01:05
19. "Spławiłam Cię już w zeszłym roku" (gościnnie: Ginger, instrumenty klawiszowe, prod. Wielki Brat) - 03:51
20. "Outro" (prod. Wielki Brat) - 01:22

| Galaktao |
| --- |
| 1. "Galaktao" (gitara, programowanie, prod. Wielki Brat, scratche: DJ Romek) - 3:50 2. "Galaktao - Wielki Remix" (prod. Wielki Brat) - 3:38 |